# 黑身管鼻鯙
黑身管鼻鯙（学名：Rhinomuraena quaesita），又名管鼻鯙、大口管鼻鯙、大口管鼻鱔，俗稱五彩鰻，為鯙亞目鯙科下的一屬（管鼻鯙屬），本屬已知的種類僅此一種。目前已知生活（水深）最深的紀錄約 67 公尺，為高價值觀賞魚類，但常常被抓獲後就很少進食。

## 分布地區
本魚分布於印度洋與太平洋區，包括東非、留尼旺、模里西斯、馬爾地夫、塞席爾群島、聖誕島、台灣、日本、越南、菲律賓、印尼、澳洲、庫克群島、關島、馬里亞納群島、帛琉、新幾內亞、法屬波里尼西亞、新喀里多尼亞、東加、薩摩亞群島等海域。

## 辨識特徵

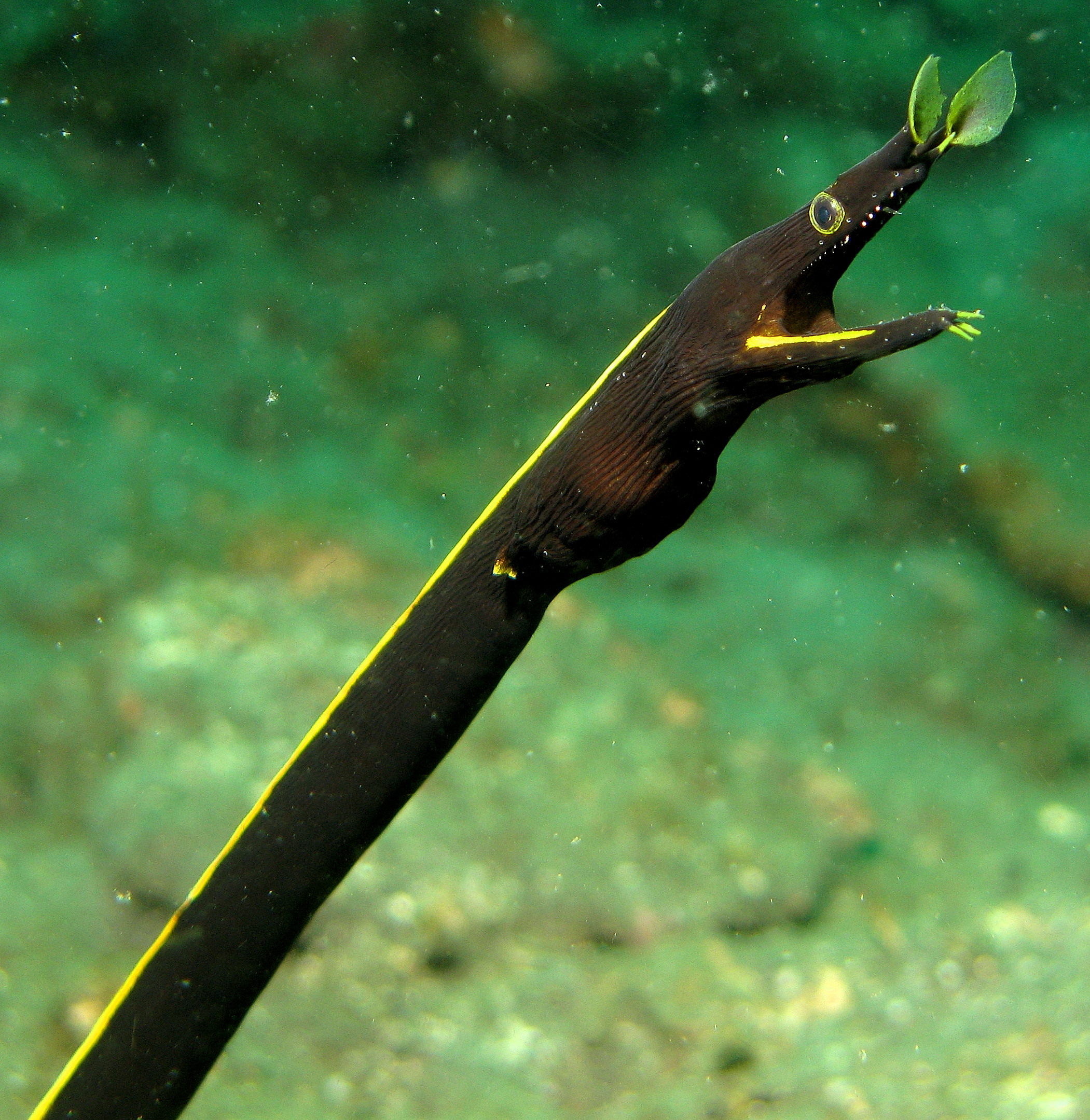
幼魚，曾經與成魚被視為不同種

體長約 0.9 至 1 公尺，最長可達 1.3 公尺。身體細長，背部呈黃色且稍帶點白色（以上為成魚與幼魚的共同特徵），幼魚期前鼻管為發育僅呈管狀，成魚時管端後管壁發育成膜瓣狀，且上下頷端之鬚狀突延長並分枝。幼魚及亞成魚全體、虹彩與臀鰭呈黑色，下頜有一條黃白色條紋；雄性體側呈鮮明的藍色，吻部、虹彩及大部分的下頜則呈黃色，臀鰭黑色；雌魚全身呈黃色，臀鰭黑色；雌雄同體者體色呈黃藍色（見下）。

## 生態習性
黑身管鼻鯙是雄性先熟（Protandry）的生物，幼魚常會先成為雄性，經過雌雄同體階段後，再慢慢轉變為雌性。與異康吉鰻（園鰻，Heterocongrinae）類似，黑身管鼻鯙平時多藏在礁區周圍的沙泥洞中，只將頭露出在外面；經常數隻聚集在一起。性格敏感，不吃死餌，只吃活小魚，嗅覺敏銳但視力不佳，體表黏液有一股奇特的惡臭。